# Leverone
Leverone è una piccola frazione del comune di Borghetto d'Arroscia in provincia di Imperia che conta una ottantina di abitanti.

## Storia
La sua origine si perde nel tempo. Una tradizione locale lo vuole fondato verso il 1300, da un certo Tommaso Chinaldo. Verso il 1300, Chinaldo, forse originario di Aquila d'Arroscia si sarebbe allontanato dal proprio paese, forse a causa di problemi familiari, per costruirsi la propria casa nella località "Mele", un piccolo terreno pianeggiante situato proprio dall'altra parte del torrente, vicino ad una piccola sorgente.
Sembra che le prime abitazioni delle località "Mele" fossero infestate dalle formiche, e per questo venne scelto un luogo più soleggiato, spostandosi più in alto verso un nuovo terreno pianeggiante edificando nuove abitazioni. Ben presto Chinaldo fu imitato da altri, e sorsero numerose casette campestri finché la località si espanse fino a chiamarsi "Villa dei Sedici" in quanto appunto vivevano 16 famiglie.
Ebbe diverse denominazioni; dapprima si chiamò Villa dei Sedici, poi quando raggiunse quasi l'attuale vecchio agglomerato urbano, e si rese indipendente dalla Parrocchia e dal Comune di Aquila d'Arroscia, venne chiamato Leveone (dalla parola levau - distaccato). Ed infine nei primi anni di ormai due secoli fa, durante la dominazione napoleonica assunse quello attuale e definitivo di Leverone.

## Feste, fiere e sagre
La principale solennità religiosa di Leverone è ormai quella della Madonna del Carmine, celebrata il 16 luglio o la domenica successiva. Per l'occasione, alcuni confraternite di paesi limitrofi vengono per partecipare ai Vespri.

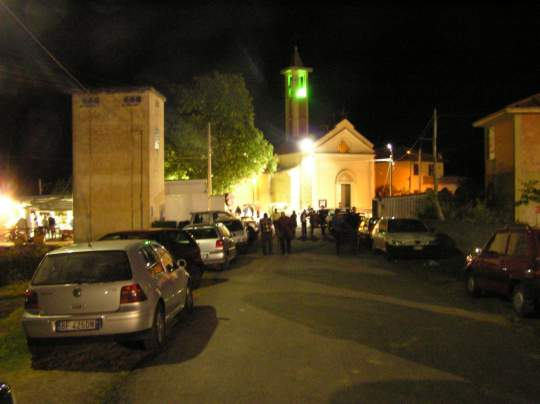
La sera della sagra

 Altra festa, un tempo più rigorosamente religiosa, è quella del santo patrono e titolare della chiesa,  Bernardo di Chiaravalle. Le funzioni religiose ricorrono il giorno 20 agosto. Il sabato e la domenica successiva, la Pro-Loco Leverone organizza la Sagra della Buridda e il Trofeo Bocciofilo Nazionale Leverone (Gara Bocciofila a coppie) valido per il campionato italiano della Federazione Italia Bocce. Oltre ai servizi di ristorazione per pranzo e cena, sono disponibili giochi per grandi e bambini.